# Glossosoma serravalle
Glossosoma serravalle là một loài Trichoptera trong họ Glossosomatidae. Chúng phân bố ở miền Cổ bắc.